# Hybanthus nanus
Hybanthus nanus är en violväxtart som först beskrevs av Augustin François César Prouvençal de Saint-Hilaire och fick sitt nu gällande namn av Paula-souza.
Hybanthus nanus ingår i släktet Hybanthus och familjen violväxter. Inga underarter finns listade i Catalogue of Life.